# クラレンドン郡 (サウスカロライナ州)
クラレンドン郡（英: Clarendon County）は、アメリカ合衆国サウスカロライナ州の中央部に位置する郡である。2010年国勢調査での人口は34,971人であり、2000年の32,502人から7.6%増加した。郡庁所在地はマニング市（人口4,108人）であり、同郡で人口最大の都市でもある。

## 歴史
1944年、クラレンドン郡でジョージ・J・スティニー・ジュニアの裁判が行われた。スティニーはアメリカ合衆国で電気椅子を用いて処刑された者として最年少の14歳だった。
郡内のサマートンで、「ブリッグス対エリオット事件」裁判が行われた。1954年に公立学校での人種分離を公式に禁じた「ブラウン対教育委員会裁判」でのアメリカ合衆国最高裁判所判決に組み合わされた4例の裁判のうち、最初の画期的な判決となった。
1997年、郡内にあったアフリカ系アメリカ人マケドニア・バプテスト教会が、クー・クラックス・クランによって焼かれた。コロンビア市の検事トム・ターニップシードはこの教会のために、クー・クラックス・クランから3,700万米ドルの損害補償を勝ち取った。

## 地理と気候

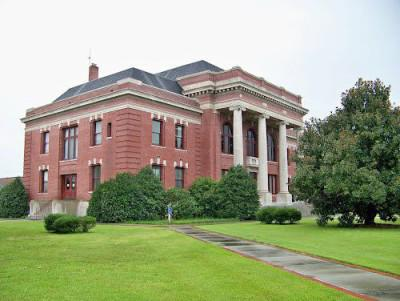
郡裁判所

アメリカ合衆国国勢調査局に拠れば、郡域全面積は696平方マイル (1,802.6 km2)であり、このうち陸地607平方マイル (1,572.1 km2)、水域は88平方マイル (227.9 km2)で水域率は12.72%である。
クラレンドン郡は、暑く湿気た夏と涼しく乾燥した冬が特徴である温暖湿潤気候にある。24時間降雪量と雹の粒の大きさでサウスカロライナ州の記録を持っている。

### 主要高規格道路
- 州間高速道路95号線
- アメリカ国道15号線
- アメリカ国道52号線
- サウスカロライナ州道261号線
- アメリカ国道521号線
- アメリカ国道301号線
- アメリカ国道378号線

### 隣接する郡
- サムター郡 - 北
- フローレンス郡 - 北東
- ウィリアムズバーグ郡 - 東
- バークレー郡 - 南東
- オレンジバーグ郡 - 南西
- カルフーン郡 - 西

### 国立保護地域
- サンティ国立野生生物保護区

## 人口動態
以下は2000年国勢調査による人口統計データである。
| 基礎データ - 人口: 32,502人 - 世帯数: 11,812 世帯 - 家族数: 8,599 家族 - 人口密度: 21人/km2（54人/mi2） - 住居数: 15,303軒 - 住居密度: 10軒/km2（25軒/mi2） 人種別人口構成 - 白人: 44.93% - アフリカン・アメリカン: 53.14% - ネイティブ・アメリカン: 0.24% - アジア人: 0.26% - 太平洋諸島系: 0.03% - その他の人種: 0.88% - 混血: 0.52% - ヒスパニック・ラテン系: 1.72% 年齢別人口構成 - 18歳未満: 25.7% - 18-24歳: 10.5% - 25-44歳: 25.1% - 45-64歳: 24.7% - 65歳以上: 14.0% - 年齢の中央値: 37歳 - 性比（女性100人あたり男性の人口） - 総人口: 96.4 - 18歳以上: 94.2 | 世帯と家族（対世帯数） - 18歳未満の子供がいる: 31.4% - 結婚・同居している夫婦: 48.5% - 未婚・離婚・死別女性が世帯主: 19.8% - 非家族世帯: 27.2% - 単身世帯: 24.6% - 65歳以上の老人1人暮らし: 10.3% - 平均構成人数 - 世帯: 2.62人 - 家族: 3.12人 収入と家計 - 収入の中央値 - 世帯: 27,131米ドル - 家族: 33,951米ドル - 性別 - 男性: 28,459米ドル - 女性: 20,011米ドル - 人口1人あたり収入: 13,998米ドル - 貧困線以下 - 対人口: 23.1% - 対家族数: 18.7% - 18歳未満: 28.1% - 65歳以上: 24.6% |

## 都市と町
- マニング - 郡庁所在地
- パックスビル
- サマートン
- ターブビル
- アルコル（未編入の町）[5][6]
- シルバー（未編入の町）[7][8]
- リミニ（未編入の町）[9]

## メディア
- 「ジ・アイテム」 -- クラレンドン、リー、サムター各郡をカバーする日刊紙、週刊紙の「クラレンドン・サン」と隔月刊の「レイクサイド」も発行している
- 「ザ・マニング・タイムズ」[10] -- 毎週木曜日に発行、1884年創刊
- 「ザ・クラレンドン・シティズン」 -- 毎週水曜日に発行、2010年に「ザ・マニング・タイムズ」を退社した者が創刊

## 著名な出身者
- ロブ・トーマス -- マッチボックス・トゥエンティのリードボーカル
- アリシア・ギブソン -- テニスの四大タイトルの1つを最初に制したアフリカ系アメリカ人女性、1956年全仏選手権に優勝